# Noshūr-e Soflá
Noshūr-e Soflá (persiska: آسياب بَرق, نشور سفلی, Āsīāb Barq) är en ort i Iran.   Den ligger i provinsen Kurdistan, i den nordvästra delen av landet, 400 km väster om huvudstaden Teheran. Noshūr-e Soflá ligger 1 420 meter över havet och antalet invånare är 485.
Terrängen runt Noshūr-e Soflá är kuperad åt nordost, men åt sydväst är den bergig. Noshūr-e Soflá ligger nere i en dal. Runt Noshūr-e Soflá är det ganska tätbefolkat, med 65 invånare per kvadratkilometer. Närmaste större samhälle är Mūchesh, 18,7 km öster om Noshūr-e Soflá. Trakten runt Noshūr-e Soflá består i huvudsak av gräsmarker.